# Nerw pachowy

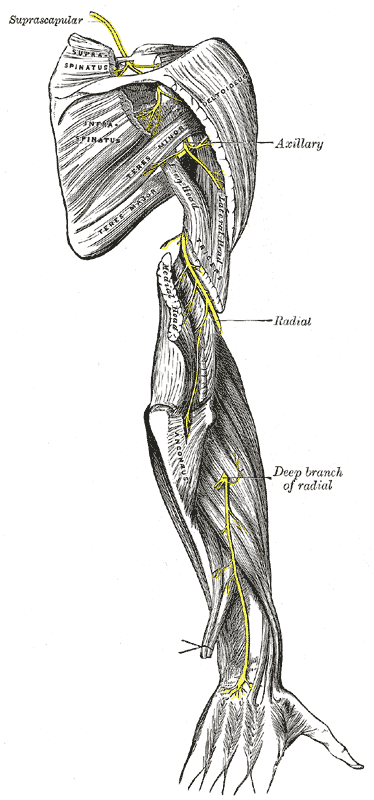
Nerwy: nadłopatkowy (Suprascapular), pachowy (Axillary) i promieniowy (Radial)

Nerw pachowy (łac. nervus axillaris) – w anatomii człowieka nerw kończyny górnej pochodzący z pęczka tylnego części podobojczykowej splotu ramiennego.
Nerw ten opuszcza jamę pachową przez otwór pachowy boczny (otwór czworoboczny) i pojawia się w okolicy tylnej poniżej mięśnia naramiennego.
Gałęziami mięśniowymi unerwia mięsień naramienny i mięsień obły mniejszy, może też unerwiać głowę długą mięśnia trójgłowego ramienia. Gałęzie stawowe nerwu pachowego unerwiają staw ramienny, a gałąź międzyguzkowa – okostną górnego odcinka kości ramiennej. Nerw pachowy oddaje także gałąź skórną – nerw skórny boczny ramienia, unerwiający skórę barku i powierzchni tylnej ramienia w górnym odcinku.
Jeżeli dojdzie do uszkodzenia nerwu, upośledzone jest odwodzenie ramienia.